# I'm Gonna Show You Crazy
I'm Gonna Show You Crazy è un singolo della cantautrice statunitense Bebe Rexha, pubblicato il 19 dicembre 2014 dalla Warner Bros. Records ed estratto dal suo primo EP I Don't Wanna Grow Up.
Il brano è stato scritto da Bebe Rexha, Jon Levine e Lauren Christy.

## Antefatti
Dopo essere apparsa negli album di Pitbull (Globalization) e David Guetta (Listen), Rexha ha lavorato per il suo singolo di debutto, I Can't Stop Drinking About You, pubblicato all'inizio del 2014.
L'8 dicembre, Rexha ha pubblicato una demo di una canzone intitolata Cry Wolf, che si diceva fosse il suo nuovo singolo. Tuttavia, quattro giorni dopo è stato annunciato I'm Gonna Show You Crazy come secondo singolo dell'EP. È stato pubblicato il 19 dicembre.

## Video musicale
Il 25 febbraio 2015 è stato pubblicato il videoclip della versione acustica del brano. Il video mostra la cantante versare lacrime e inveire mentre canta la canzone. Il videoclip ufficiale del singolo, diretto da Hannah Lux Davis, è stato pubblicato il 21 aprile 2015. In esso alcuni professori cercano di rieducare Rexha, una giovane donna ribelle, insieme ad un gruppo di persone viste come fuori dagli schemi. A differenza degli altri ragazzi, però, Bebe non ci sta e si ribella a tutto ciò riuscendo a sconvolgere l’ordine.

## Classifiche
| Classifica (2014-15) | Posizione massima |
| -------------------- | ----------------- |
| Finlandia            | 17                |
| Norvegia             | 17                |
| Repubblica Ceca      | 14                |
| Slovacchia           | 90                |
| Svezia               | 61                |